# (11576) 1994 CL
(11576) 1994 CL est un astéroïde de la ceinture principale d'astéroïdes de 8,550 km de diamètre découvert en 1994.

## Description
(11576) 1994 CL a été découvert le 3 février 1994 à l'observatoire astronomique d'Ōizumi, situé à Ōizumi, dans la préfecture de Gunma, au Japon, par Takao Kobayashi.

### Caractéristiques orbitales
L'orbite de cet astéroïde est caractérisée par un demi-grand axe de 2,42 UA, un périhélie de 2,010 UA, une excentricité de 0,13 et une inclinaison de 10,91° par rapport à l'écliptique. Du fait de ces caractéristiques, à savoir un demi-grand axe compris entre 2 et 3,2 UA et un périhélie supérieur à 1,666 UA, il est classé, selon la JPL Small-Body Database, comme objet de la ceinture principale d'astéroïdes.

### Caractéristiques physiques
(11576) 1994 CL a une magnitude absolue (H) de 13,3 et un albédo estimé à 0,127, ce qui permet de calculer un diamètre de 8,550 km. Ces résultats ont été obtenus grâce aux observations du Wide-field Infrared Survey Explorer (WISE), un télescope spatial américain mis en orbite en 2009 et observant l'ensemble du ciel dans l'infrarouge, et publiés en 2012 dans un article présentant les résultats concernant 13 511 astéroïdes de la ceinture principale.